# Elgin James

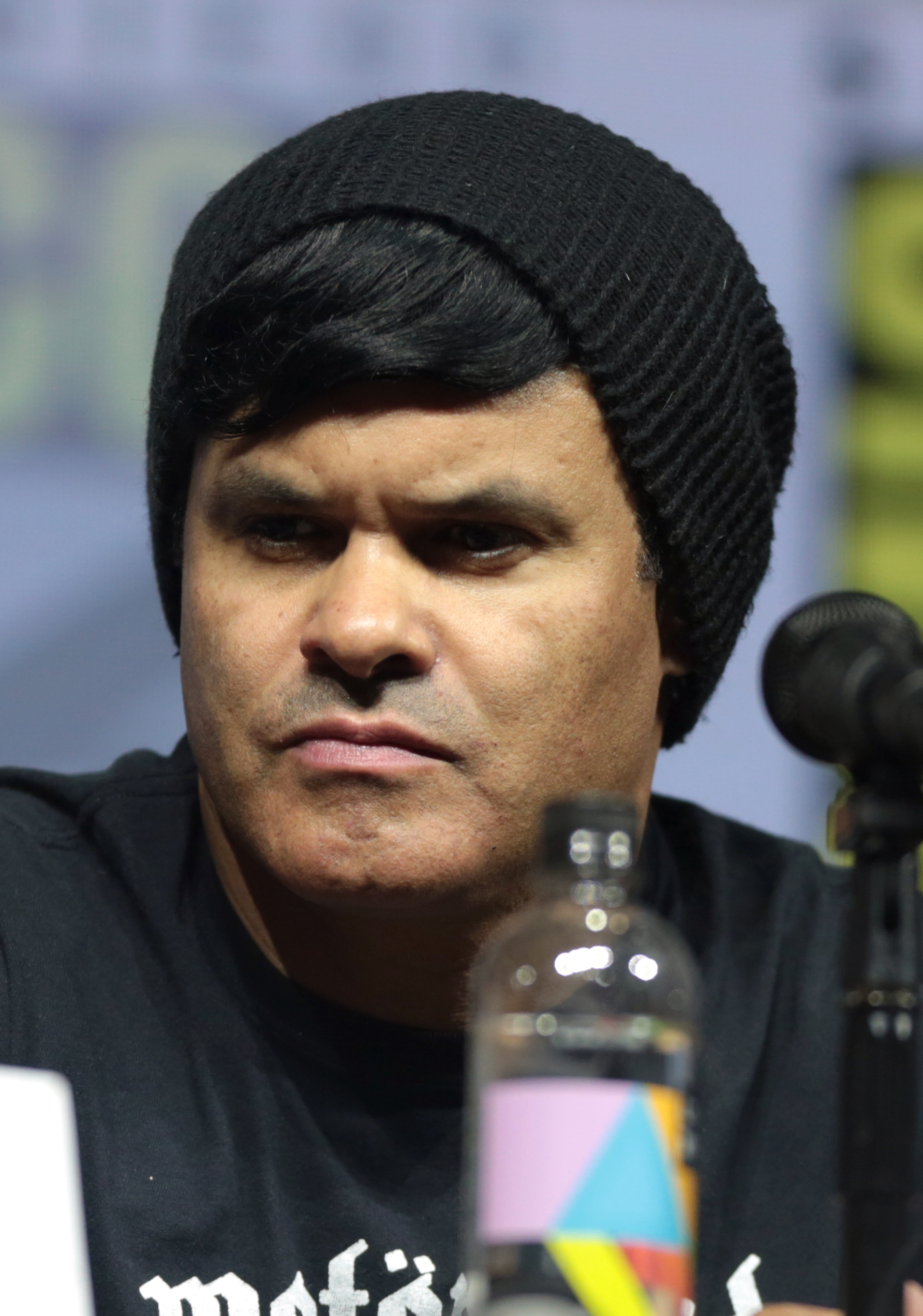
Elgin James

Elgin Nathan James ist ein US-amerikanischer Regisseur und Musiker. Er war eines der Gründungsmitglieder von Friends Stand United (FSU), einer Organisation aus Boston, Massachusetts, die in den Vereinigten Staaten von offiziellen Stellen auch als Gang bezeichnet wurde.

## Leben
Nachdem Elgin James einen Teil seiner Kindheit in Waisenhäusern und wechselnden Pflegefamilien verbracht hatte, wurde er von Bürgerrechtsaktivisten auf einer Farm aufgezogen. Dort gehörte der Missbrauch von Alkohol und anderen Drogen zum Tagesablauf, außerdem wurde auf der Farm Marihuana angebaut. James entwickelte dadurch eine Abneigung gegen Alkohol und andere Drogen, die ihn später zu einer militanten Figur der Straight-Edge-Bewegung werden ließ. Mit elf Jahren wurde er außerdem Vegetarier, nachdem er mitansehen musste, wie Tiere auf der Farm geschlachtet wurden. Später stellte er auf vegane Ernährung um.
Über ein weiteres Pflegekind lernte er Punkmusik kennen und besuchte Konzerte von Black Flag, Agnostic Front und MDC.  Mit zwölf Jahren wurde er das erste Mal verhaftet und mit 14 wurde er in ein Jugendgefängnis gesteckt. Dort brach er mit den pazifistischen Idealen seiner Pflegeeltern (die mit Martin Luther King, Jr. und den Freedom Riders sympathisierten) und begann sich für Malcolm X, Stokely Carmichael und Huey P. Newton zu interessieren.
Nach der Haft studierte er am Antioch College. Im ersten Semester geriet er in eine Schlägerei und wurde mit einem Baseballschläger am Kopf getroffen. Dabei wurde seine linke Gehirnhälfte verletzt. Zunächst konnte er weder sprechen noch seine rechte Seite bewegen. Nach einer intensiven Sprach- und Physiotherapie erlangte er seine Fähigkeiten zurück, wurde aber obdachlos. Er lebte auf der Straße und in besetzten Häusern. Irgendwann ließ er sich in Boston, Massachusetts nieder.

## FSU
In Boston begann James für die Hardcore-Punk-Band Wrecking Crew zu singen. Er freundete sich mit gleichgesinnten Jugendlichen aus problematischen Gegenden in Boston und Brockton an. Zusammen gründeten sie FSU (zunächst für Fuck Shit Up). Die Gruppe bekämpfte White-Power-Skinhead-Gangs in Boston. Nachdem sie die Neonazis zurückgeschlagen hatten, begann James gegen Drogendealer vorzugehen. Er bestahl diese und gab die Hälfte des Geldes an Wohltätigkeitsorganisationen.
Als Teil von FSU entwickelte er eine Taktik, die er angeblich von der Regierung der Vereinigten Staaten abgeschaut haben will. James und Weitere Mitglieder von FSU tauschten Schusswaffen gegen die Pitbulls anderer Gangs, die diese bei Hundekämpfen eingesetzt hatten. Danach versorgten sie die Hunde und gaben sie an sichere und zuverlässige Besitzer weiter.
Nachdem sich einige Mitglieder den Outlaws anschlossen und die Gruppe sich langsam auflöse, begann James legalere Alternativen für FSU zu überlegen. Er und die verbliebenen Mitglieder von FSU  gründeten „Foundations Fund“, eine Stiftung im Namen ihrer verstorbenen Mitglieder. Die Stiftung vergibt Stipendien an Studenten des Berklee College of Music und der Rechtsfakultät der Suffolk University.

## Musik- und Filmkarriere
James begann seine musikalische Karriere in diversen Straight-Edge-Bands wie Wrecking Crew, 454 Big Block und Righteous Jams. Später begann er eine Solokarriere, er spielte country-ähnlichen Folk, der oft als „Hooligan Folk“ bezeichnet wurde.
2006 zog James nach Los Angeles, Kalifornien, um dort als Filmemacher zu arbeiten. Er führte Regie beim Kurzfilm Goodnight Moon mit Pete Wentz (Fall Out Boy). Dezember 2008 wurde James in das Sundance-Lab aufgenommen.

## Verhaftung
Am 14. Juli 2009 verhaftete das FBI James wegen eines Vorfalls, der sich vier Jahre zuvor ereignete. Er wurde wegen Erpressung in Chicago gesucht. James hatte eine Person angegriffen, die früher in der White-Power-Bewegung tätig gewesen sein soll. Außerdem soll er ihn um eine „Spende“ für FSU von 5.000 $ erpresst haben. Die Übergabe des Geldes wurde vom FBI überwacht. Die Person soll ein Mitglied der Band Mest gewesen sein. Die frühere Mitgliedschaft von Tony Lovato in einer Rechtsrockband war wohl Auslöser, das Mitglied der Band, das von James erpresst wurde, wurde jedoch bisher noch nicht namentlich genannt. James wurde 2011 zu einem Jahr Gefängnis verurteilt.

## Diskografie
- 1992: Wrecking Crew: Wrecking Crew (Single)
- 1995: 454 Big Block: Your Jesus (Century Media)
- 1996: 454 Big Block: 454 Big Block (Big Wheel Records)
- 1997: 454 Big Block: Save Me from Myself, (Big Wheel Records)
- 1997: The World is My Fuse: The World Is my Fuse (Single, Espo Records)
- 1998: The World Is My Fuse: Drunk (Single, Espo Records)
- 1999: The World Is My Fuse: Good Intentions (Espo Records)
- 2002: The Jaded Salingers: The Jaded Salingers (Espo Records)
- 2003: Elgin James: For Carol… (Lonesome Recordings)
- 2004: Elgin James: Long Way Home (Lonesome Recordings)
- 2004: Righteous Jams: Rage of Discipline (Broken Sounds)
- 2005: Elgin James: Tinted Soft Green (Emusic Digital Singles Club)
- 2006: Righteous Jams: Business as Usual (Abacus Recordings)

## Filmografie
- 1998: Release
- 2000: Live Thee Fourth
- 2004: Boston Beatdown Vol. 2
- 2005: Dark Planet: Visions of America
- 2007: Enemy
- 2007: Goodnight Moon, ThinkFilms, (Autor, Produzent)
- 2010: Little Birds
- 2018: Mayans MC (Autor und Regisseur) (1. u. 2. Staffel)